# 城堡剧院
48°12′37″N 16°21′40″E / 48.210182°N 16.361185°E

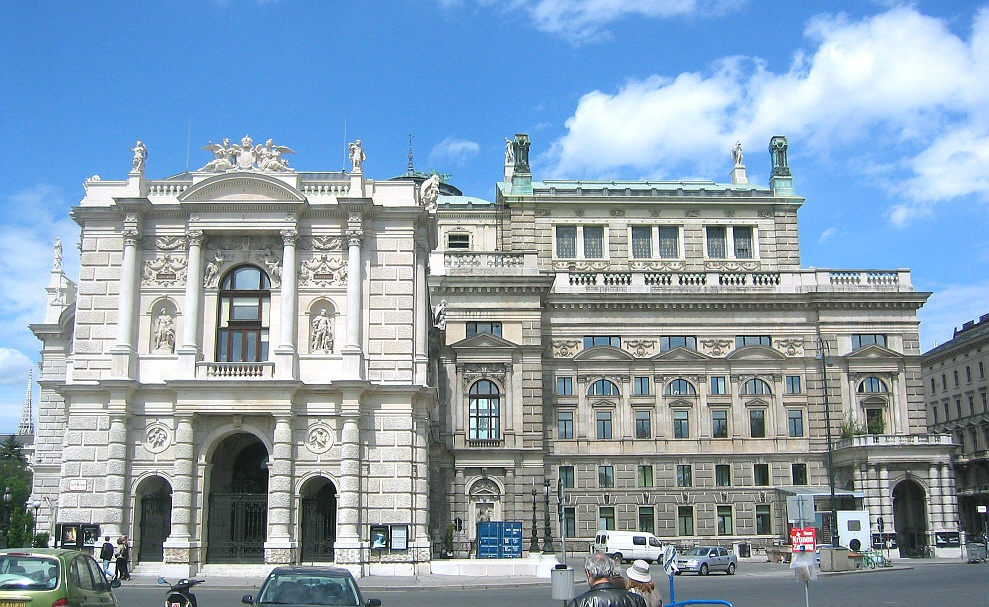
侧面

城堡剧院（Burgtheater）是位於奥地利维也纳环城大道的国家剧院，世界上最重要的德语剧院之一。。

## 歷史
城堡剧院于1741年成立，是由哈布斯堡王朝女皇玛丽亚·特蕾西亚建立在皇宫之邻。共有三部莫扎特歌剧在此首演：《后宫诱逃》（1782年）、《费加罗的婚礼》（1786年）和《女人皆如此》（1790年）。1800年4月2日，貝多芬的第1號交響曲也在此首演。
1888年10月14日，城堡剧院迁移到环城大道的新建筑。後在1943年纳粹时期，在城堡剧院上演威尼斯商人，以迎合当时的反犹太主义。 
1944年夏季，由于当时的纳粹政府实施“剧院禁令”，城堡剧院也不得不整体关闭。1945年4月1日，当苏联红军即将解放维也纳时，城堡剧院被纳粹当局作为一个军事单位使用，其中的一些部分被用作军械库。在4月12日该剧院发生火灾，導致观众席和舞台无法使用，仅残留了钢结构。万幸的是天顶壁画与门厅的一部分几乎未受损。
战后，城堡剧院在1953-1955年進行修复工程。
1955年10月14日，在新任导演阿道夫·罗特的带领下，城堡剧院重新开放。首演曲目为莫扎特的《小夜曲》。

## 外部連結
- 官方网站
- Burgtheater information and photography （页面存档备份，存于）
- 有关城堡剧院在德国经济学中央图书馆（ZBW）20世纪新闻档案中的Documents and clippings about the。